# Pottendorf (zámek)
Zámek Pottendorf byl až do roku 1945 významný vodní hrad v Dolním Rakousku v obci Pottendorf.
Zámek Pottendorf byl poprvé uvedený v dokumentech v roce 1130 ve spojitosti s Rudolfem von Pottendorf a v té době mohl být postaven také vodní hrad.

## Historie
Původně románská stavba byla přestavěna do gotické a následně barokní podoby. Původní pozdně gotická kaple byla v roce 1519 spojena s hlavní stavbou zámku. Třípatrová budova vodního zámku má téměř čtvercové nádvoří. V letech 1737-1738 byly přestavěny obě mohutné románské věže pocházející ze 13. století. Na obloukovém portálu je dodnes erb rodu Esterházy, dlouholetých majitelů zámku.
Zámecký park byl kdysi jednou z nejvýraznějších krajinných zahrad Dolních Rakous.

## Úpadek
Zámek, který turecké války přestál nepoškozený, ve druhé světové válce sloužil jako vojenská nemocnice letectva (Luftwaffe) a potom pro stejný účel Sovětské okupační správě. V roce 1944 zámek přečkal bombardování, pouze lehčí bomby způsobily jen menší škody, ale následovalo drancování a devastace. Rozhodující tragédií bylo v roce 1955 převzetí zámku rodinou majitele, která však zámku nevěnovala patřičnou pozornost. V roce 1967 byla nově pokryta střecha věže a kaple, brzy však se však zhroutil krov obytné části domu a zámek byl ponechán svému osudu.
Park zcela zpustl, a proto se stal nepřístupným, střechy staveb jsou probořené. Také kaple je v dezolátním stavu.
Roku 2006 získala obec ruiny a zámecký park od Katalin Landon, rozené Esterházy. Kupní cena parku o rozloze 21,1 hektaru i se zámeckou ruinou, mlýnem a myslivnou činila podle mediálních zpráv 600 000 €.
Když obec majetek získala, park byl upraven podle navrženého sanačního plánu a s podporou dalších úřadů. Park byl sanován, takže od 15. srpna 2009 je opět přístupný veřejnosti. Otevření parku za účasti veřejnosti bylo oceněno tak, že park navštívilo více než 1000 návštěvníků. Budoucnost vlastního zámku je však zatím nejistá.

## Odkazy

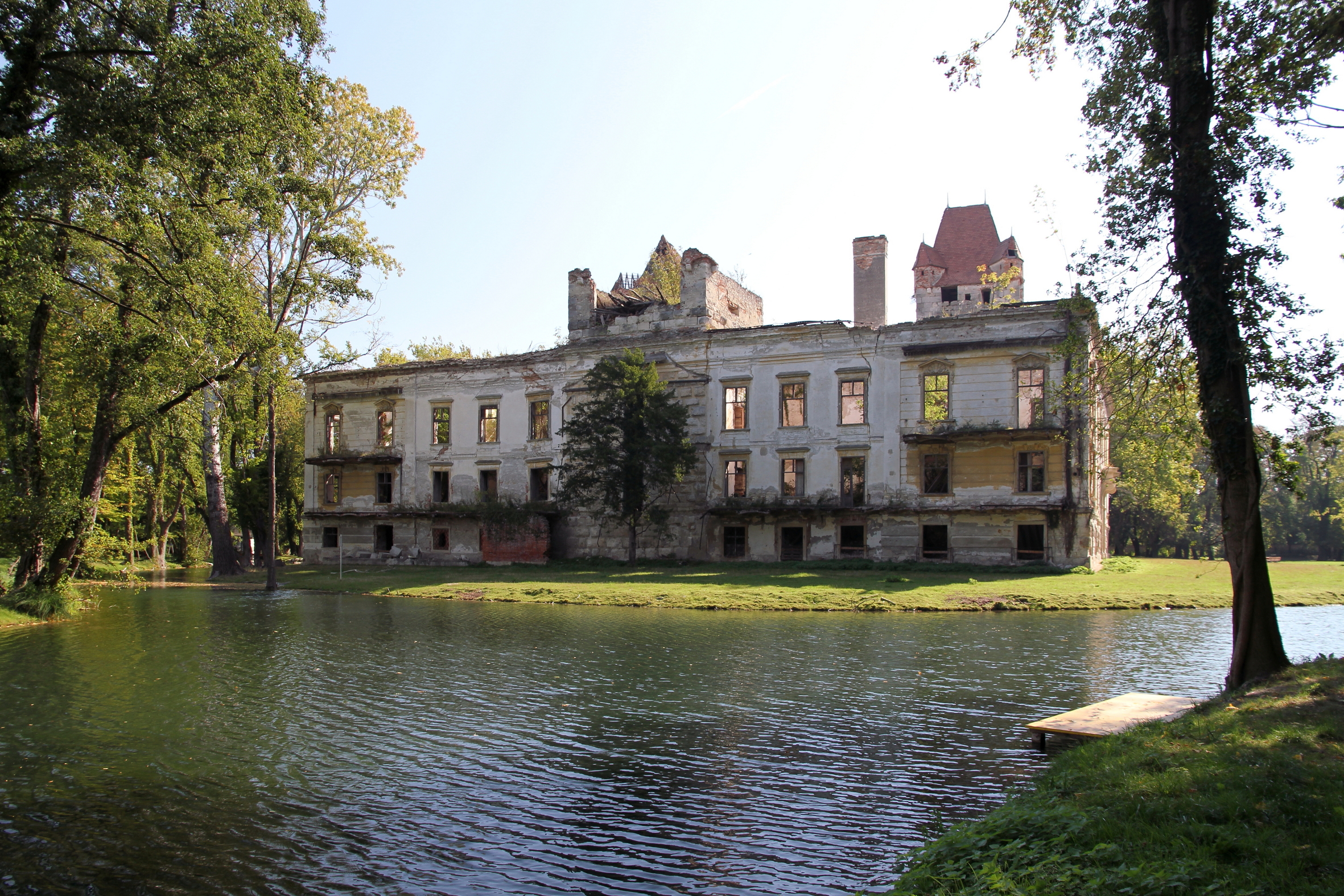
Západní pohled na hrad